# 香取秀俊
香取 秀俊（かとり ひでとし、1964年9月27日 - ）は、日本の工学者。学位は、博士（工学）（論文博士・1994年）。東京大学大学院物理工学専攻教授、理化学研究所招聘主任研究員／チームリーダー（兼任）。東京都北区で生まれ育つ。

## 経歴

### 学歴
- 茨城県立土浦第一高等学校卒業
- 1988年3月 東京大学工学部卒業
- 1990年3月 東京大学大学院工学系研究科物理工学専攻　修士課程修了
- 1991年7月 東京大学大学院工学系研究科物理工学専攻　博士課程中途退学
- 1994年10月 東京大学大学院　論文博士として博士（工学）の学位を取得

### 職歴
- 1991年 東京大学工学部・教務職員
- 1994年-1997年 東京大学工学部・助手
- 1994年 東京大学大学院　論文博士として博士（工学）の学位を取得
- 1994年 ドイツ、マックスプランク量子光学研究所客員研究員
- 1997年 科学技術振興事業団・戦略的創造研究推進事業　研究員
- 1997年 科学技術振興事業団 五神協同励起プロジェクト・基礎グループリーダー
- 1999年 東京大学工学部附属総合試験所　協調工学部門・助教授
- 2002年 科学技術振興事業団・さきがけ研究・研究員兼務
- 2005年 東京大学大学院工学系研究科 物理工学専攻・助教授
- 2005年 科学技術振興機構・戦略的創造研究推進事業・研究代表者
- 2010年 東京大学大学院工学系研究科 物理工学専攻・教授（2015年11月現職）
- 2010年 科学技術振興機構・戦略的創造研究推進事業・ERATO香取創造時空間プロジェクト研究総括（2015年11月現職）
- 2011年 理化学研究所・基幹研究所・香取量子計測研究室・招聘主任研究員
- 2014年 理化学研究所基幹研究所・香取量子計測研究室・招聘主任研究員および光量子工学研究領域・エクストリームフォトニクス研究グループ・時空間エンジニアリング研究チーム・チームリーダー兼任 （2015年11月現職）
- 2014年4月 チュービンゲン大学（ドイツ）Distinguished Guest Professorに招聘（2017年3月まで）
- 2023年12月 日本学士院会員[2]

### 受賞歴
- 2001年 丸文研究奨励賞、「アルカリ土類原子の極低温・高密度レーザー冷却法の開発」
- 2005年 第1回日本学術振興会賞
- 2005年 ユリウス・シュプリンガー応用物理学賞
- 2006年 第20回	日本IBM科学賞
- 2006年 丸文学術特別賞
- 2008年 I・I・ラービ賞（IEEE）
- 2010年 第42回	市村学術賞・特別賞
- 2011年 科学技術分野の文部科学大臣表彰・科学技術賞・研究部門
- 2011年 第12回光・量子エレクトロニクス業績賞（宅間宏賞）
- 2011年 フィリップ・フランツ・フォン・ジーボルト賞
- 2012年 2011年度朝日賞[3]
- 2013年 仁科記念賞
- 2013年 第54回藤原賞
- 2013年 第53回（2012年度）東レ科学技術賞
- 2014年 秋の紫綬褒章受勲[4]
- 2015年 日本学士院賞
- 2017年 江崎玲於奈賞
- 2020年 墨子量子賞（中国）
- 2022年 基礎物理学ブレイクスルー賞[5][6]
- 2022年 本田賞[7][8][9]

## 業績
光格子を開発し、超精密な原子時計を作った。
- Ichiro Ushijima,Masao Takamoto,Manoj Das,Takuya Ohkubo,H. Katori ,"Cryogenic optical lattice clocks",Nature Photonics 02/2015; 9(3). DOI: 10.1038/nphoton.2015.5
- A. Yamaguchi, M. Fujieda, M. Kumagai, H. Hachisu, S. Nagano, Y. Li, T. Ido, T. Takano, M. Takamoto, and H. Katori, “Direct Comparison of Distant Optical Lattice Clocks at the10-16 Uncertainty,” Appl. Phys. Exp. 4, 082203 (2011).（第34回応用物理学会論文賞）
- H. Katori, K. Hashiguchi, E. Yu. Il'inova, V. D. Ovsiannikov, “Magic Wavelength to Make Optical Lattice Clocks Insensitive to Atomic Motion,” Phys. Rev.Lett. 103, 153004 (2009). （魔法波長）
- M. Takamoto, F.-L. Hong, R. Higashi, Y. Fujii, M. Imae and H. Katori, “Improved Frequency Measurement of a One-Dimensional Optical Lattice Clock with a Spin-Polarized Fermionic 87Sr Isotope,” J. Phys. Soc. Jpn. 75, 104302 (2006). （日本物理学会 第18回論文賞）
- Masao Takamoto,Feng-Lei Hong,Ryoichi Higashi & Hidetoshi Katori,"An optical lattice clock",Letters to Editor,Nature 435, 321–324 (19 May 2005) | doi:10.1038/nature03541
- H. Katori, “Spectroscopy of strontium atoms in the Lamb-Dicke confinement,” in the 6th Symposium on Frequency Standards and Metrology, edited by Patric Gill (World Scientific, Singapore, 2002), pp. 323-330.（光格子時計の最初の提案）
- H. Katori, T. Ido, and M. K.-Gonokami, “Optimal design of dipole potentials for efficient loading of Sr atoms,” J. Phys. Soc. Jpn., 68, 2479-2482 (1999).（日本物理学会第6回論文賞）
- H. Katori, T. Ido, Y. Isoya, and M. K.-Gonokami, “Magneto-optical trapping and cooling of strontium atoms down to the photon recoil temperature,” Phys. Rev. Lett., 82, 1116-1119 (1999).

## 引用・脚注
1. ↑  日本学士院賞授賞の決定について
2. ↑  日本学士院会員の選定について
3. ↑  “朝日賞 2001－2018年度”. 朝日新聞社. 2023年1月4日閲覧。
4. ↑  “平成26年秋の紫綬褒章受章”.  東京大学. 2023年5月11日閲覧。
5. ↑  “Breakthrough Prize – Fundamental Physics  Breakthrough Prize Laureates – Hidetoshi Katori”. 2021年9月10日閲覧。
6. ↑  “WINNERS OF THE 2022 BREAKTHROUGH PRIZES IN LIFE SCIENCES, FUNDAMENTAL PHYSICS AND MATHEMATICS ANNOUNCED” (2021年9月9日). 2021年9月10日閲覧。
7. ↑  “本田賞 受賞者一覧”.   本田財団. 2022年10月17日閲覧。
8. ↑  “「光格子時計」発明の香取秀俊氏に本田賞 原子時計の1000倍の超高精度を実現”.   サイエンスポータル. 2022年10月17日閲覧。
9. ↑  “科学技術分野における日本初の国際賞「2022年本田賞」　東京大学大学院工学系研究科　教授　香取秀俊博士が受賞”.   PR Times. 2022年10月17日閲覧。